# 横手市立南小学校
横手市立南小学校（よこてしりつ みなみしょうがっこう）は、秋田県横手市雄物川町東里にかつて存在した公立小学校。

## 概要
南小学校は、里見小学校・雄南小学校の統合によって1999年（平成11年）に開校した学校であるが、2015年（平成27年）に雄物川小学校へと統合され、閉校した。閉校時まで使用された校舎は旧里見小学校のもので、1978年（昭和53年）に竣工している。
校名である「南小学校」は1999年の里見小・雄南小の統合の際から使用されているが、2000年に同じ雄物川町内で開校した「雄物川北小学校」と違い、地名である「雄物川」を校名に冠しない（「雄物川南小学校」ではない）。
校舎は2019年に解体、跡地はJA秋田ふるさとに売却され、2022年（令和4年）4月27日に多機能型低温倉庫が竣工している。統合前の雄南小については、里見公民館分館「雄南のびる館」として校舎が活用されていたが、2022年9月30日をもって廃止された。廃止後、建物や敷地の利活用についての方針を定めるため、市は2023年12月1日よりサウンディング型市場調査を実施。2024年2月に調査結果を発表することにしている。

## 歴史

### 略歴

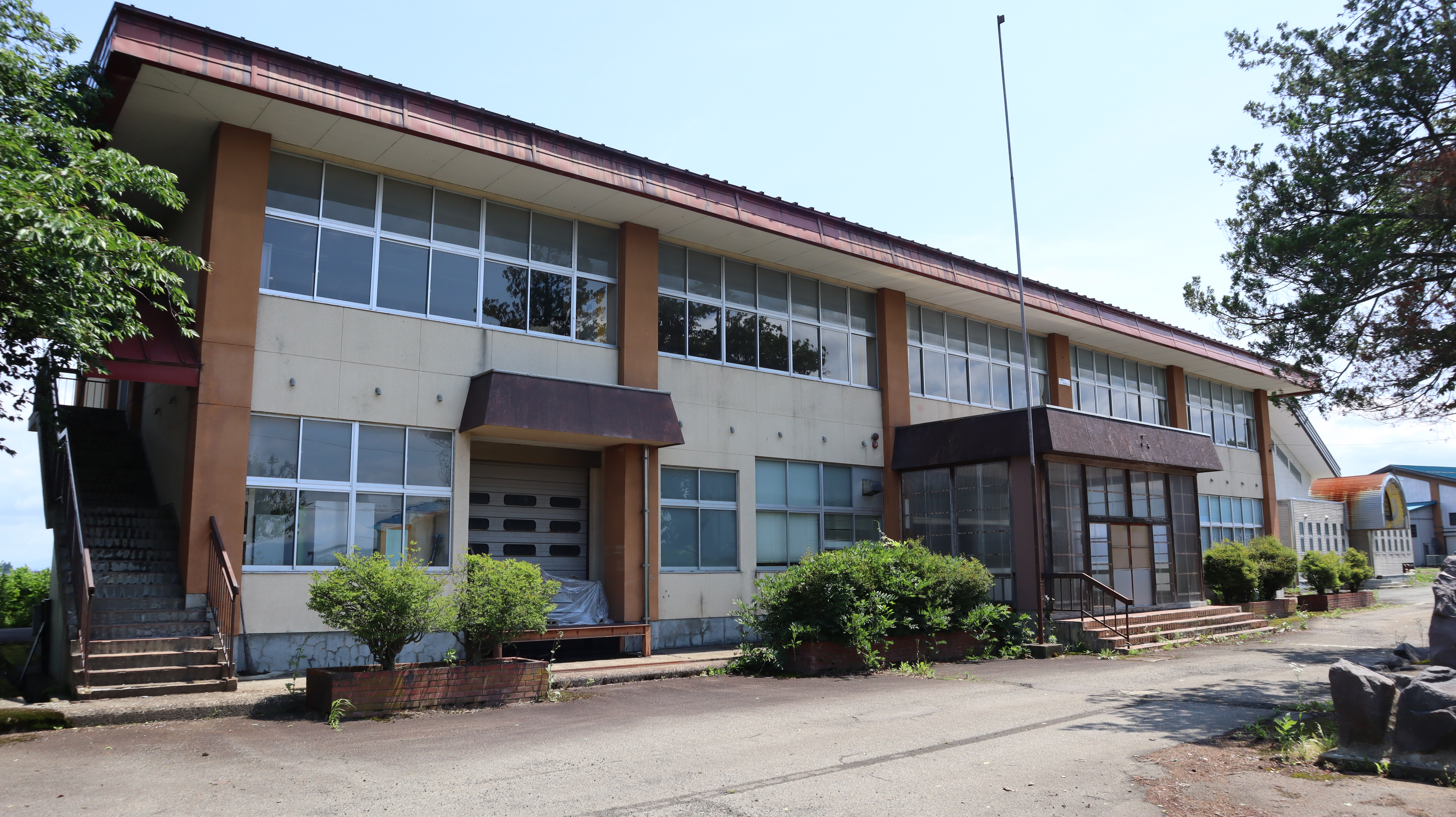
雄物川町立雄南小学校

南小学校の起源となる「東里小学校（後の里見小）」は1875年に、「八幡学校（後の雄南小）」は1877年に開校した。東里小は1884年に望嶽小学校（後の雄物川北小学校）の分校となり、1887年には東里・樽見内・砂子田分校を合併し樽見内分校となった。1889年には村合併によって里見村が発足し、分校から独立して「里見小学校」へ、1901年には高等科を附設し「里見尋常高等小学校」へと改称した。
八幡学校は1882年に今泉学校（後の睦合小学校）と統合、同時に谷地新田分校を設置した。その翌年である1883年に今泉学校から睦合小学校へと改称、1887年に睦合小学校がさらに睦合尋常小学校となると、谷地新田分校は廃止され、同年7月に谷地新田分教室が分校跡地に開設された。1892年には「開闢（かいびゃく）尋常小学校」として独立するが、1910年に再び睦合尋常高等小学校の分教場となった。
第二次世界大戦が勃発し、国民学校令が公布された1941年に里見尋常高等小は「里見国民学校」へ、終戦後の学校教育法によって「里見村立里見小学校」へ、1955年には里見村が雄物川町へ編入した際には、「雄物川町立里見小学校」へと改称した。また、谷地新田分教場の所在する睦合村が十文字町と合併した1955年、分教場から独立し「十文字町立睦合北小学校」として発足した。1977年、分町によって睦合北小は雄物川町立となり、同時に校名も「雄物川町立雄南小学校」へと改称された。
1999年には里見小・雄南小が統合され「南小学校」が発足するが、2005年の市町村合併を経て2015年に雄物川小学校へと統合されて閉校した。

### 年表
以下、注釈の無い項目は『雄物川町郷土史（1980年）』の情報によるもの。
とくに学校名を記載しない場合は里見小（前身を含める）について指す。
- 1875年6月15日 - 「東里小学校」が開校。
- 1877年5月20日 - 「八幡学校」が開校。
- 1882年9月 - 八幡学校、今泉学校と統合。谷地新田分校を設置。
- 1883年 - 今泉学校、「睦合小学校」と改称。下今泉分校を設置。
- 1887年
  - 3月31日 - 谷地新田分校と下今泉分校を廃止。
  - 4月1日 - 睦合小、「睦合尋常小学校」と改称。
  - 7月 - 睦合尋常小、谷地新田分教室を開設。
- 1884年6月24日 - 望嶽小学校の分校となる。1887年に本校分離により樽見内分校へ。
- 1889年10月15日 - 樽見内分校が独立し「里見小学校」として発足。
- 1892年3月31日 - 谷地新田分教室、独立し「開闢尋常小学校」として発足。
- 1901年3月19日 - 高等科を附設し、「里見尋常高等小学校」と改称。
- 1910年6月1日 - 開闢尋常小、再び睦合尋常高等小学校の分教場となる。
- 1923年4月1日 - 開闢分教場、谷地新田分教場と改称。
- 1941年4月1日 - 国民学校令により、「里見国民学校」と改称。
- 1947年4月1日 - 学校教育法（現行法）により、「里見村立里見小学校」と改称。

- 1955年
  - 4月1日

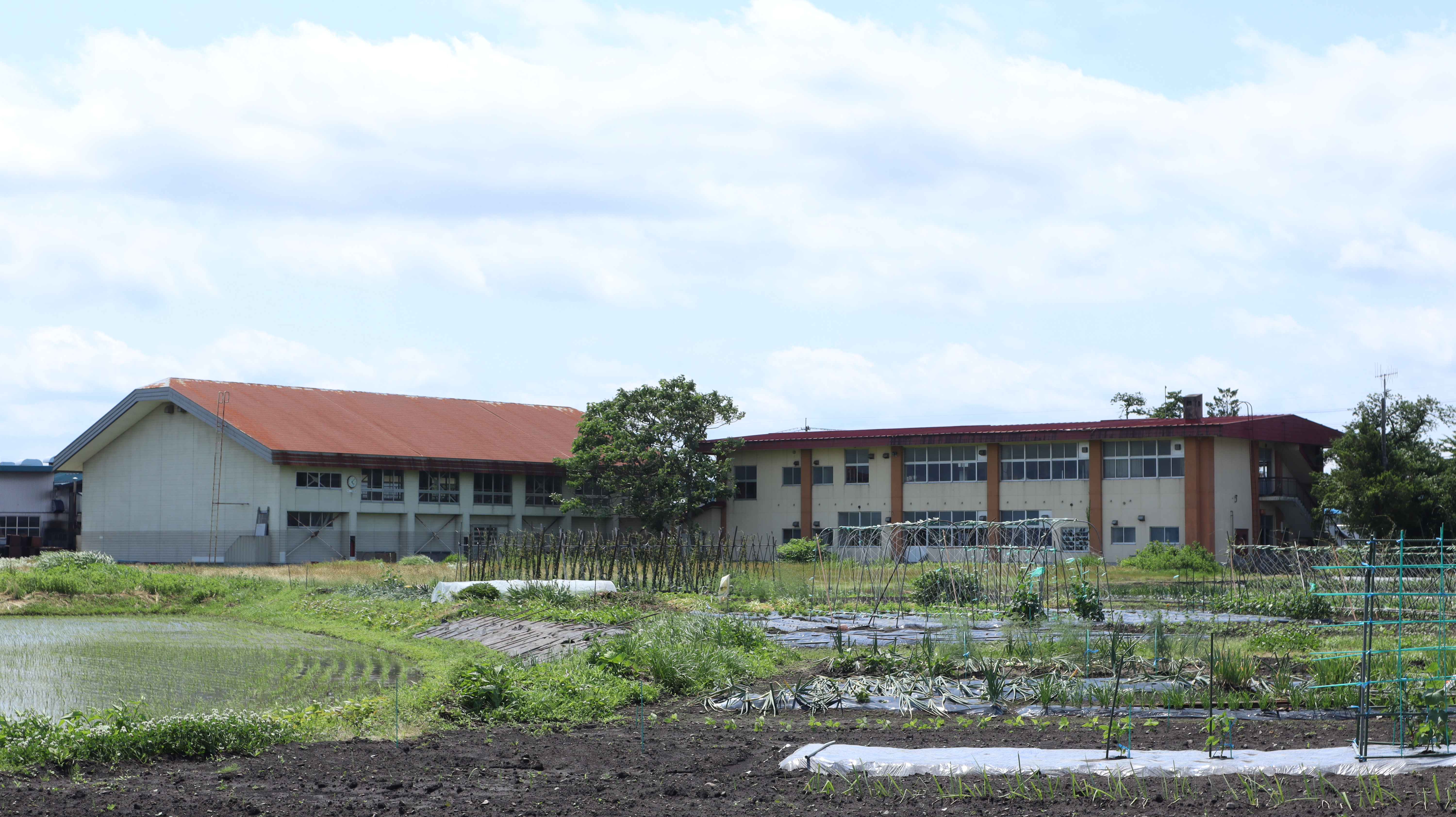
雄南小学校の全景（裏手から）

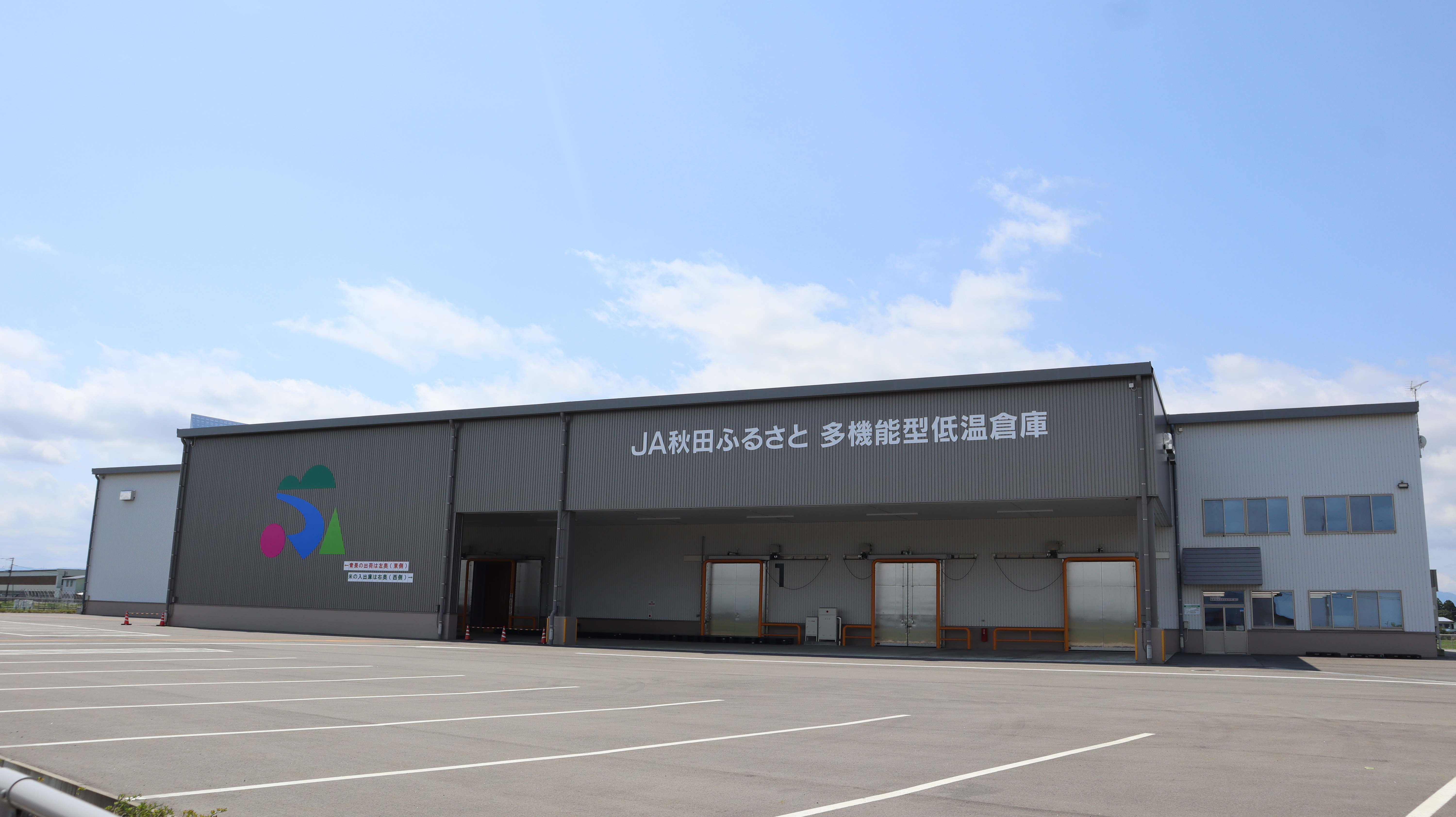
JA秋田ふるさと 多機能型低温倉庫の外観 (南小跡地)

    - 町村合併により「雄物川町立里見小学校」と改称。
    - 谷地新田分校、町村合併により独立して「十文字町立睦合北小学校」として発足。
- 1957年4月1日 - 睦合北小、分町のため「雄物川町立雄南小学校」と改称。
- 1978年8月20日 - 里見小の新校舎が竣工。
- 1979年11月30日 - 雄南小の新校舎（鉄筋コンクリート構造、床面積984.11m2[10]）が竣工。
- 1989年 - 雄南小、体育館（鉄骨構造、床面積671.99m2）が竣工[10]。
- 1999年4月1日 - 2校統合で「雄物川町立南小学校」が発足[1][2]。
- 2005年10月1日 - 市町村合併により「横手市立南小学校」と改称[1]。
- 2015年3月31日 - 閉校[3][4]。
- 2019年 - 南小校舎解体[6]。
- 2022年
  - 4月27日 - 南小校舎跡地にJA秋田ふるさとの多機能型低温倉庫が竣工[7][8]。
  - 9月30日 - 旧雄南小校舎に設置されていた「里見公民館分館『雄南のびる館』」が廃止[9]。

## 校歌
南小学校校歌
- 作詞：小野寺幸雄
- 作曲：大塚捷平

里見小学校校歌
- 作詞：加藤熊六
- 作曲：大塚捷平

雄南小学校校歌
- 作詞：佐々木順
- 作曲：柿崎旺司

## 通学区域
2014年時点の「横手市立小中学校通学区域に関する規則」によると、以下の通り。
- 雄物川町東里の全域
- 雄物川町今宿の字上作ノ瀬の一部
- 雄物川町沼館の字作ノ瀬の一部
- 雄物川町砂子田の字旧明神・字崎信谷地の一部（雄物川北小学区）を除く全域
- 雄物川町造山の字造山・字十足馬場の一部（雄物川北小学区）・字社ノ前・字南田・字耳取の一部（福地小学区）を除く全域
- 雄物川町谷地新田の字桑田・字下田（福地小学区）を除く全域